# 末次氏 (出雲源氏)
末次氏（すえつぐし） は、日本の氏族のひとつ。宇多源氏内の佐々木氏流（近江源氏）の分流出雲源氏の一派・富田氏の支流とされる。太田亮編纂の『姓氏家系大辞典』では「富田義泰の四男・末次胤清を祖とする」とあるが、実際には義泰の父・佐々木泰清と同世代頃の人物である「末次胤清」を始祖とする一族。

## 概要
鎌倉時代前期から室町時代後期にかけて現在の島根県松江市を領土としていた国人であり、主に山名氏（時代により、京極氏）、尼子氏に従っていた。毛利氏によって滅ぼされるまでは、守護大名に付いて、歴史上の各地の戦乱に参加した。また、居城（末次城）は亀田山にあったと思われ、現在その地には松江城が建っている。
『出雲国風土記』によれば、現在の亀田山に「須衛都久（すゑつく）の社」が祀られていたため、それが「末次」の元となったとされている。
現在「須衛都久（すゑつく）の社」は松江市西茶町に祀られている。また、松江市内のあちこちに「末次」と付く地名が残っている。
出雲源氏の流れをくむ末次氏の始祖は富田氏から分流した末次胤清（生没年不詳、鎌倉時代前期）であり、建長の頃より出雲国法吉郷の一部末次を領して末次氏を称する。
その子、清政、清鎮の兄弟は弘安4年（1281年）蒙古襲来の弘安の役で海辺警護のため九州に出陣した。
清鎮の孫佐隆は、元弘3年（1333年）塩冶高貞に従って隠岐に配流されていた後醍醐天皇の帰京に尽力した一方、清鎮の子隆宗は足利尊氏の下で北朝方に戦功があった。
隆宗の孫純鎮は、明徳2年（1399年）明徳の乱において当時山陰11国の守護をつとめていた山名氏の下で戦功を上げた。
その子鎮矩は、応永23年（1416年）上杉禅秀の乱に山名氏（もしくは京極氏）の下加担し、足利持氏は駿河に敗走するに至った。
その子鎮隆は、嘉吉元年（1441年）嘉吉の乱において山名氏（もしくは京極氏）の下加担し、赤松氏討伐に尽力した。
その子隆義は、応仁元年（1467年）応仁の乱において山名氏方に付き、細川氏との争いに尽力した。
文明10年頃尼子経久が出雲守護代となり、この頃末次城は尼子氏の手に渡ったと考えられる。
その後、尼子氏と毛利氏との数々の戦の中、末次城主は次々に変遷することになる。
隆義の孫忠豊は、永正年間に尼子経久・宗久兄弟間の確執による内乱において経久側に付いて戦ったとの記録があるが、「宗久」なる人物の特定がされておらず、家系図複製時の写し違いと思われる。
その子忠定は、天文9年（1540年）の吉田郡山城の戦いに尼子経久に従って、毛利元就と戦った。
その子忠房は、晴久・義久2代にわたり仕え、弘治2年（1556年）から永禄5年（1562年）毛利元就が攻める石見銀山攻防戦に尽力した。
その子定隆は、毛利氏に滅ぼされた尼子氏復興を目指し、永禄13年（1570年）尼子勝久の下で奮戦するが、戦死。勝久は脱出。
ついに、元亀2年（1571年）、末次城は毛利氏の手に落ちる。
そして毛利氏が末次城を略奪し、毛利元就の八男元康が末次元康を名乗ったが、その子孫は厚狭毛利家として毛利姓に戻った。
30有余年後の慶長12年（1607年）、堀尾吉晴によって現在の松江城が建築される。
定隆の子佐房は天正18年（1590年）、孫の勝重は寛永15年（1638年）に没す。どのように生きたかは不明だが、この頃までは「末次姓」を名乗ることが出来たらしい。
その後、一族は姓を奪われ、野浪（松江市内の島根半島部。現、野波）に定住し、「野浪姓」を名乗る。
そこは日本海沿岸の地であり、海洋貿易もしくは海賊のような生活をし、一族は富を蓄えていった。
数世代後、一族は出雲国の隣、伯耆国（現、鳥取県西部）の米子（現、米子市）に移り住み、末次姓を再び名乗り、大地主として定住した。
現在はほとんどの土地を失い、本家は関東に移り、分家のみが米子に残っている。